# Cid Rim

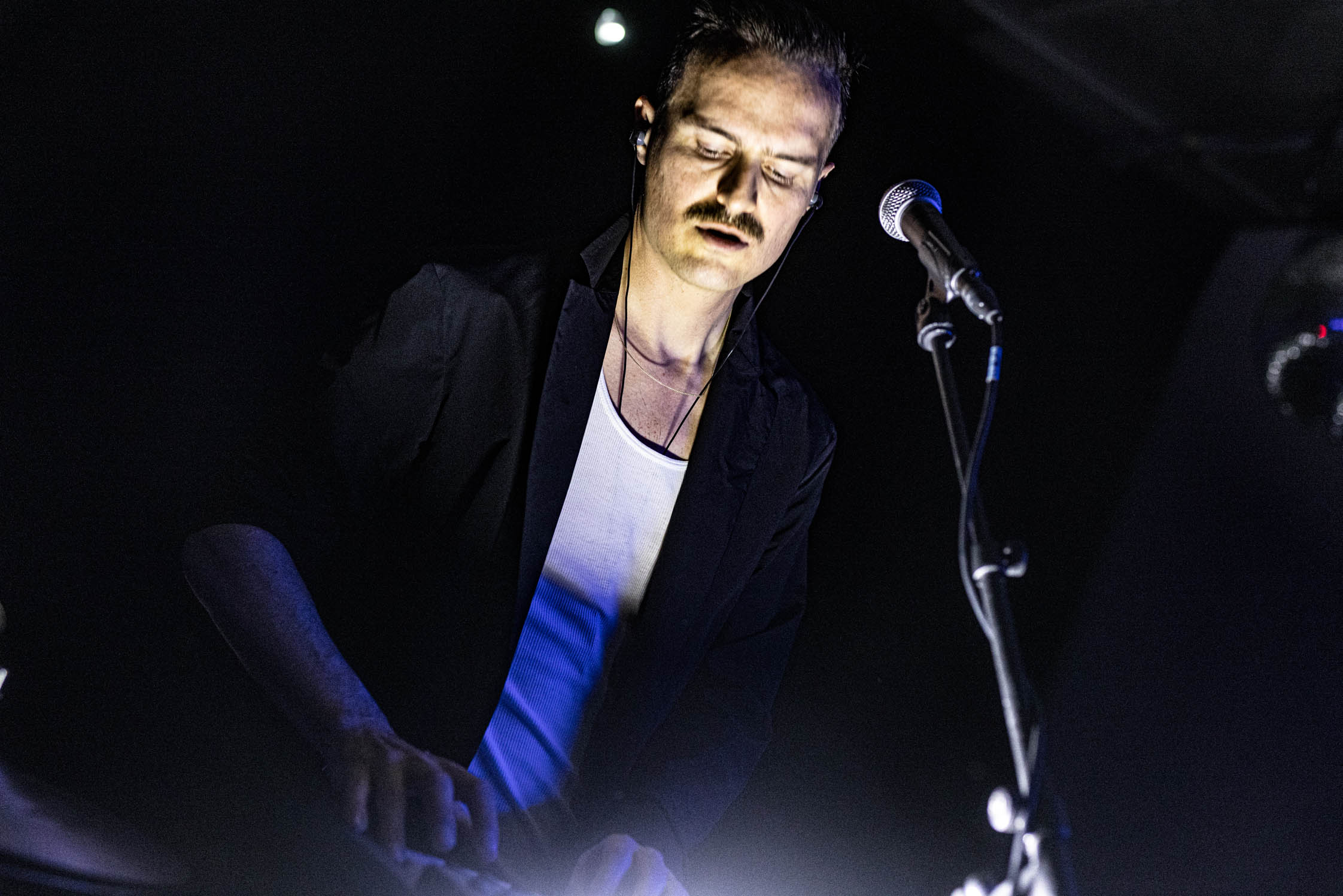
Cid Rim (2022)

Cid Rim (auch CD_RM, eigentlich: Clemens Bacher; * 1985) ist ein österreichischer Schlagzeuger und Musikproduzent.

## Leben und Wirken
Clemens Bacher kam 1985 zur Welt und wuchs im 8. Gemeindebezirk von Wien auf. Durch seinen Vater, der in einer Jazzband Trompete spielte, kam er früh zur Musik und erlernte mit sechs Jahren Klavier sowie mit 14 Jahren Schlagzeug. Nach der Matura am Gymnasium Kundmanngasse studierte er Jazz-Schlagzeug am Wiener Konservatorium. Parallel spielte er in den frühen 2000er-Jahren gemeinsam mit seinen Schulfreunden Dorian Concept, The Clonious und Willi Rosner in der Funk-Band JSBL. Mit beiden gehörte er dem Wiener Musiklabel Affine Records an, mit dem er weiterhin verbunden ist.
2010 brachte Cid Rim seine erste eigene EP Full Nelson heraus. Zwei Jahre später nahm ihn das schottische Label LuckyMe unter Vertrag, bei dem er noch 2012 das „Mini-Album“ Cid Rim veröffentlichte. Außerdem trat er mit Remixes, unter anderem für Chvrches und Darwin Deez, sowie als Produzent des Albums Vibes von Theophilus London in Erscheinung. 2013 und 2016 trat er am Waves Vienna auf, 2015 bei den Wiener Festivals ImPulsTanz und Popfest. In den folgenden Jahren spielte er zahlreiche weitere nationale und internationale Festival- und Soloauftritte. Im Oktober 2017 veröffentlichte er sein Debütalbum Material. Sein im selben Monat veröffentlichter Song Polarizer wurde im Dezember 2020 in einem Apple-Werbespot verwendet.
Cid Rim zählte bei den Amadeus Austrian Music Awards 2014, 2015, 2018 und 2019 zu den 20 Künstlern, die von der Redaktion des Radiosenders FM4 für den FM4 Award nominiert wurden. Er ordnet sich selbst keinem festen Genre zu. Das Musikmagazin The Gap bezeichnete seine Musik als „Mixtur aus Funk, Jazz, HipHop und UK Bass“, das Internetportal Music Austria beschreibt sein erstes Album als Vereinigung von „Clubelemente[n] mit jazzigem Einfluss“.

## Diskografie
Alben
- 2012: Cid Rim („Mini-Album“; LuckyMe)
- 2017: Material (LuckyMe)
- 2021: Songs of Vienna (LuckyMe)
- 2022: Songs For Vienna (LuckyMe)

EPs
- 2010: Full Nelson (mit The Clonious; Affine Records)
- 2013: Mute City (LuckyMe)
- 2019: Control (LuckyMe)

Singles
- 2011: On! / Slippin‘ (TLM Records)
- 2015: Charge/Kano (LuckyMe)
- 2018: Kids Return (mit Jacques Greene; LuckyMe)
- 2020: Get Up (LuckyMe)
- 2020: Polarizer (LuckyMe)
- 2020: Behind The Sun (LuckyMe)
- 2021: Purgatory (LuckyMe)
- 2021: Last Snow (LuckyMe)
- 2021: Too Long (LuckyMe)
- 2021: Feedback Loop (LuckyMe)
- 2022: U3 Station Volkstheater (LuckyMe)
- 2022: He Who Runs (LuckyMe)